# Xã Winfred, Quận Lake, Nam Dakota
Xã Winfred (tiếng Anh: Winfred Township) là một xã thuộc quận Lake, tiểu bang Nam Dakota, Hoa Kỳ. Năm 2010, dân số của xã này là 144 người.